# Tomb Raider: The Last Revelation
Tomb Raider: The Last Revelation är titeln på ett spel utvecklat av Core Design för Eidos Interactive. Spelet släpptes ursprungligen för PC och Playstation och senare även för Macintosh, Sega Dreamcast och Playstation Network.
Spelet tilldrar sig i Egypten med en handling som kretsar kring mytologi och astrologi. Lara Croft befinner sig i en knepig situation och har bara ett mål: hon måste fly ett hemskt öde och ordna en situation som hotar att förstöra mänskligheten.